# Cameron Archer
Cameron Archer (Walsall, Inglaterra, 9 de diciembre de 2001) es un futbolista británico que juega en la demarcación de delantero para el Southampton F. C. de la EFL Championship.

## Trayectoria
Empezó a formarse como futbolista en la cantera del Aston Villa F. C. Después de diez temporadas en las categorías inferiores del club, finalmente debutó con el primer equipo el 27 de agosto de 2019 en un encuentro de la Copa de la Liga contra el Crewe Alexandra F. C., partido que finalizó con un marcador de 1-6 tras el gol de Ryan Wintle para el Crewe Alexandra, y de Ezri Konsa, Keinan Davis, Frédéric Guilbert, Jack Grealish y un doblete de Conor Hourihane. Tras un breve paso en calidad de cedido por el Solihull Moors F. C., en 2021 volvió al primer equipo del Aston Villa antes de ser nuevamente cedido en enero del año siguiente al Preston North End F. C.
Inició la temporada 2022-23 en el equipo de Birmingham, pero en el mes de enero, como sucedió el año anterior, fue prestado al Middlesbrough F. C. En el tramo final de la campaña consiguió once goles y en agosto abandonó definitivamente el Aston Villa F. C. tras ser traspasado al Sheffield United F. C. En este equipo marcó cuatro goles en 30 partidos y en julio de 2024 regresó al Aston Villa F. C., que un mes después lo volvió a vender, esta vez al Southampton F. C.

## Estadísticas

### Clubes
Actualizado al último partido disputado el 9 de noviembre de 2024.
| Club                               | Div.          | Temporada     | Liga  | Liga  | Copas nacionales | Copas nacionales | Copas internacionales | Copas internacionales | Total | Total |
| Club                               | Div.          | Temporada     | Part. | Goles | Part.            | Goles            | Part.                 | Goles                 | Part. | Goles |
| ---------------------------------- | ------------- | ------------- | ----- | ----- | ---------------- | ---------------- | --------------------- | --------------------- | ----- | ----- |
| Aston Villa F. C. Inglaterra       | 1.ª           | 2019-20       | 0     | 0     | 1                | 0                | ―                     | ―                     | 1     | 0     |
| Solihull Moors F. C. Inglaterra    | 6.ª           | 2020-21       | 27    | 4     | 3                | 2                | ―                     | ―                     | 30    | 6     |
| Solihull Moors F. C. Inglaterra    | Total club    | Total club    | 27    | 4     | 3                | 2                | 0                     | 0                     | 30    | 6     |
| Aston Villa F. C. Inglaterra       | 1.ª           | 2021-22       | 3     | 0     | 2                | 4                | ―                     | ―                     | 5     | 4     |
| Preston North End F. C. Inglaterra | 2.ª           | 2021-22       | 20    | 7     | 0                | 0                | ―                     | ―                     | 20    | 7     |
| Preston North End F. C. Inglaterra | Total club    | Total club    | 20    | 7     | 0                | 0                | 0                     | 0                     | 20    | 7     |
| Aston Villa F. C. Inglaterra       | 1.ª           | 2022-23       | 6     | 0     | 1                | 0                | ―                     | ―                     | 7     | 0     |
| Middlesbrough F. C. Inglaterra     | 2.ª           | 2022-23       | 20    | 11    | 1                | 0                | ―                     | ―                     | 21    | 11    |
| Middlesbrough F. C. Inglaterra     | Total club    | Total club    | 20    | 11    | 1                | 0                | 0                     | 0                     | 21    | 11    |
| Aston Villa F. C. Inglaterra       | 1.ª           | 2023-24       | 1     | 0     | 0                | 0                | 0                     | 0                     | 1     | 0     |
| Aston Villa F. C. Inglaterra       | Total club    | Total club    | 10    | 0     | 4                | 4                | 0                     | 0                     | 14    | 4     |
| Sheffield United F. C. Inglaterra  | 1.ª           | 2023-24       | 29    | 4     | 3                | 0                | ―                     | ―                     | 32    | 4     |
| Sheffield United F. C. Inglaterra  | Total club    | Total club    | 29    | 4     | 3                | 0                | 0                     | 0                     | 32    | 4     |
| Southampton F. C. Inglaterra       | 1.ª           | 2024-25       | 11    | 2     | 2                | 2                | ―                     | ―                     | 13    | 4     |
| Southampton F. C. Inglaterra       | Total club    | Total club    | 11    | 2     | 2                | 2                | 0                     | 0                     | 13    | 4     |
| Total carrera                      | Total carrera | Total carrera | 117   | 28    | 13               | 8                | 0                     | 0                     | 130   | 36    |

## Palmarés

### Títulos internacionales
| Título          | Club       | País              | Año  |
| --------------- | ---------- | ----------------- | ---- |
| Eurocopa sub-21 | Inglaterra | Georgia y Rumania | 2023 |